# Japananus hyalinus
Japananus hyalinus är en insektsart som beskrevs av Henry Fairfield Osborn 1900. Japananus hyalinus ingår i släktet Japananus och familjen dvärgstritar. Inga underarter finns listade i Catalogue of Life.

## Bildgalleri

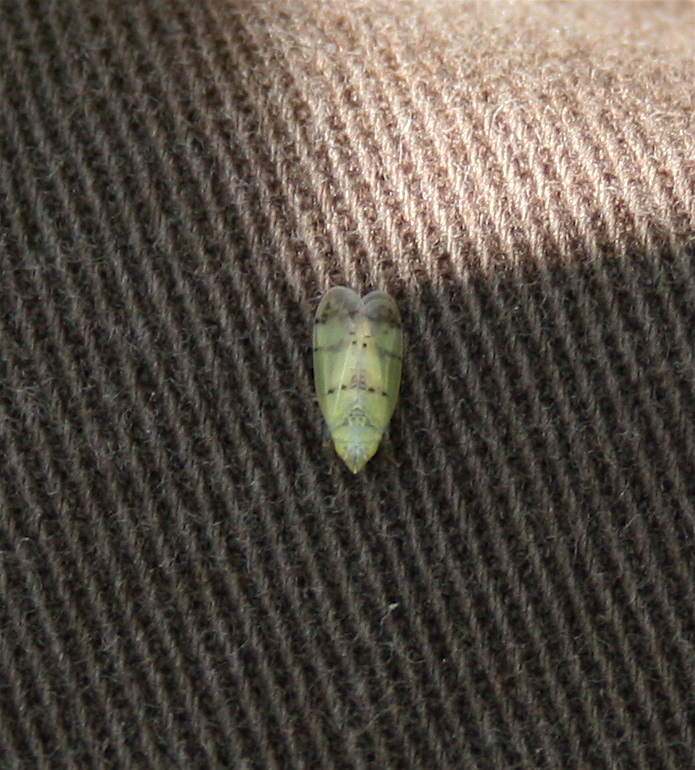